# 穿透深度

X射线在水中的穿透深度与光子能量的关系。

穿透深度是光或其他电磁辐射对某材料的穿透能力的量度，其定义为进入材料内部的电磁辐射强度减弱为表面上最初强度的1/e（约37%）距离材料表面的深度。
当电磁波入射到某材料的表面时，部分会被反射，另一部分则会进入材料的内部。这一部分的电磁波将和材料内部的原子发生相互作用：取决于材料的性质，材料中的电磁波可能传递得很远，也可以衰减得非常快。对于给定的某种材料，穿透深度一般和电磁波的波长相关。
根据比尔-朗伯定律，电磁波在材料内部的强度随着距离材料表面的深度呈指数衰减：
{\displaystyle I(z)=I_{0}\,e^{-\alpha z}}
若 {\displaystyle \delta _{p}} 表示穿透深度，则有
{\displaystyle \delta _{p}={\frac {1}{\alpha }}}